# Eleição municipal de Varginha em 2016
A eleição municipal de Varginha em 2016 foi realizada para eleger um prefeito, um vice-prefeito e 15 vereadores no município de Varginha, no estado brasileiro de Minas Gerais. Foram eleitos os candidatos Antônio Silva e Vérdi Lúcio Melo para os cargos de prefeito(a) e vice-prefeito(a), respectivamente. Seguindo a Constituição, os candidatos são eleitos para um mandato de quatro anos a se iniciar em 1º de janeiro de 2017. A decisão para os cargos da administração municipal, segundo o Tribunal Superior Eleitoral, contou com 98 489 eleitores aptos e 16 937 abstenções, de forma que 17.2% do eleitorado não compareceu às urnas naquele turno.

## Resultados

### Eleição municipal de Varginha em 2016 para Prefeito
A eleição para prefeito contou com 4 candidatos em 2016: Natal Donizetti Cadorini do Partido Democrático Trabalhista, Armando Fortunato Filho do Partido Socialista Brasileiro, Antônio Silva do Partido Trabalhista Brasileiro, Rogerio Bernardes Bueno do Partido dos Trabalhadores que obtiveram, respectivamente, 20 839, 8 968, 32 155, 11 146 votos. O Tribunal Superior Eleitoral também contabilizou 17.2% de abstenções nesse turno.
| Candidato(a)                   | Vice                           | Coligação              | Votos recebidos | Percentual |
| ------------------------------ | ------------------------------ | ---------------------- | --------------- | ---------- |
| Antônio Silva (PTB)            | Vérdi Lúcio Melo               | Varginha no Rumo Certo | 32155           | 43.98%     |
| Natal Donizetti Cadorini (PDT) | Carlos Ailton Martins da Silva | Varginha Mais Humana   | 20839           | 28.5%      |
| Rogerio Bernardes Bueno (PT)   | Silvana do Prado               | Varginha para Todos    | 11146           | 15.25%     |
| Armando Fortunato Filho (PSB)  | Celia Aparecida da Silva       | Varginha Mais Saudável | 8968            | 12.27%     |

### Eleição municipal de Varginha em 2016 para Vereador
Na decisão para o cargo de vereador na eleição municipal de 2016, foram eleitos 15 vereadores com um total de 73 313 votos válidos. O Tribunal Superior Eleitoral contabilizou 4 470 votos em branco e 3 769 votos nulos. De um total de 98 489 eleitores aptos, 16 937 (17.2%) não compareceram às urnas.
| Nome                           | Partido político                               | Coligação                                               | Votos recebidos | Percentual |
| ------------------------------ | ---------------------------------------------- | ------------------------------------------------------- | --------------- | ---------- |
| Carlos Ferreira da Costa Filho | Movimento Democrático Brasileiro (MDB)         | Unidos por Varginha                                     | 2737            | 3.73%      |
| Leonardo Vinhas Ciacci         | Progressistas (PP)                             | Pró-Varginha                                            | 2441            | 3.33%      |
| Josué Campos Narciso           | Podemos (PODE)                                 | Por uma Varginha Diferente                              | 1585            | 2.16%      |
| Eduardo Benedito Ottoni Filho  | Partido Trabalhista Brasileiro (PTB)           | Partido Trabalhista Brasileiro (sem coligação)          | 1557            | 2.12%      |
| Fernando Guedes Oliveira       | Partido Trabalhista Brasileiro (PTB)           | Partido Trabalhista Brasileiro (sem coligação)          | 1541            | 2.1%       |
| Claudio Marcirio Vidal Abreu   | Partido Trabalhista Brasileiro (PTB)           | Partido Trabalhista Brasileiro (sem coligação)          | 1538            | 2.1%       |
| Fausto Silva França            | Partido da República (PR)                      | Partido da República (sem coligação)                    | 1316            | 1.8%       |
| Anderson José Firmino          | Podemos (PODE)                                 | Por uma Varginha Diferente                              | 1215            | 1.66%      |
| João Martins Ribeiro           | Partido Social Cristão (PSC)                   | Partido Social Cristão (sem coligação)                  | 1206            | 1.65%      |
| Zacarias Abrão Piva            | Progressistas (PP)                             | Pró-Varginha                                            | 1071            | 1.46%      |
| José Alencar Santana Faleiros  | Partido da Social Democracia Brasileira (PSDB) | Partido da Social Democracia Brasileira (sem coligação) | 1057            | 1.44%      |
| Zilda Maria da Silva           | Partido da Social Democracia Brasileira (PSDB) | Partido da Social Democracia Brasileira (sem coligação) | 921             | 1.26%      |
| Marco Antonio de Souza         | Partido Republicano Brasileiro (PRB)           | Varginha Para Todos                                     | 784             | 1.07%      |
| Celso Ávila Prado              | Partido Socialista Brasileiro (PSB)            | Varginha Mais Saudável                                  | 737             | 1.01%      |
| Carlos Lucio Ferreira          | Solidariedade (SD)                             | Nova Varginha                                           | 551             | 0.75%      |